# チョネ・セニランガカリ
チョネ・セニランガカリ（英語: Jona Baravilala Senilagakali、1929年11月8日 - 2011年10月26日）は、フィジーの医師かつ外交官で、2006年から2007年1月まで一時的にフィジーの首相を務めていた。次いで 2007年から2008年までフィジーの保険大臣を務めた。

## 教育
セニランガカリはLau Provincial Schoolで学び、次にビティレブ島のQueen Victoria Schoolで1945年から1950年まで学び、en:Fiji School of Medicineに入学。1954年に卒業後は、1954年から1963年までラウトカやレブカなどの様々な場所で医療サービスに勤務していた。1964年には仕事の間を縫ってオーストラリアのメルボルンとインドのen:Christian Medical College & Hospitalで整形外科を学んだ。
1968年にフィジーに戻ってくると、ランバサの病院にconsultant surgeonして雇われ、その後、彼の母校（アルマ・マータ）で1970年に講師になり、3年続けた。1974年から1978年まで医療サービスの重役を、さらに1978年から1981年まで保健政務次官を務めた。また、彼は1970年から1974年までと、2005年からはFiji Medical Associationの会長でもあった。さらに1998年から2006年までen:Fiji Law Societyの懲罰委員会の"public member"でもあった。

## 外交官職と公共サービス
1981年から1983年までセニランガカリは東京のフィジー大使館で参事官を、続いてロサンゼルスで領事を1985年まで務めた。 次にわずかな間だけ太平洋諸島フォーラム諸国の移動大使を務めた後、1986年に首相府の事務次官になった。彼の最後の公職は、1987年に任命された外務事務次官だった。

## 首相として
首相になった後セニランガカリは、クーデターは違法だが、バイニマラマにより追放されたライセニア・ガラセの政府が行った"非合法行為"のほうが悪い、という主張のもとに正当化される、ということを認めた。本人によると、首相の座に就くようバイニマラマに命ぜられ、セニランガカリが任命を受け入れるとバイニマラマは驚いたという。また、新しい選挙は二年後になるだろう、と彼は述べている。
首相になった初日、セニランガカリはFiji School of Medicineの卒業式で敵対的な反応を受けた。彼が軍隊の傀儡と化した政府のトップになったことは同校にとって不名誉で卑しむべきだ、とチーフを務める匿名の教職員が本人に伝えた、とen:Fiji Timesは報じている。セニランガカリは式典が始まる前に退出した。
2007年1月4日、バイニマラマはセニランガカリの辞任を発表した。バイニマラマにより同じ日に権限を変換された大統領ジョセファ・イロイロは、その翌日にバイニマラマを首相に任命した。セニランガカリは1月8日に保険大臣として宣誓され、就任した。一年後の2008年の1月4日内閣改造で後者の役職を免職された。2011年10月26日に81歳で死去した。